# Bergbeekvliegenvanger
De bergbeekvliegenvanger (Monachella muelleriana) is een endemische vogelsoort uit Nieuw-Guinea uit het monotypische geslacht Monachella uit de familie Australische vliegenvangers (Petroicidae). Deze vogel is genoemd naar de Duitse zoöloog Salomon Müller die werkzaam was voor het Rijksmuseum van Natuurlijke Historie in Leiden.

## Kenmerken
Deze vliegenvanger is 14,5 cm lang. De vogel is op een zeer kenmerkende manier zwart, grijs en wit. De kopkap en de vleugels (arm- en handpennen) en de staartpennen zijn zwart. De buik, borst, keel en wenkbrauwstreep zijn wit en de rug en mantel zijn lichtgrijs. Onvolwassen vogels zijn gespikkeld.

## Verspreiding en leefgebied
De soort komt voor langs rotsige oevers van snelstromende bergbeken en vooral kleine riviertjes in de uitlopers van het centrale bergland en andere berggebieden van het hele hoofdeiland Nieuw-Guinea (West-Papoea, Papoea en Papoea-Nieuw-Guinea) en vergelijkbaar gebied op Nieuw-Brittannië tot op 1800 m boven de zeespiegel. Plaatselijk kan de vogel algemeen zijn, maar vaak is hij nogal schaars.
De soort telt twee ondersoorten:
- M. m. muelleriana: Nieuw-Guinea.
- M. m. coultasi: Nieuw-Brittannië (Bismarck-archipel).

## Status
De bergbeekvliegenvanger heeft een groot verspreidingsgebied en daardoor alleen al is de kans op de status kwetsbaar (voor uitsterven) gering. De grootte van de populatie is niet gekwantificeerd, maar lijkt stabiel in aantal. Om deze redenen staat deze vliegenvanger als niet bedreigd op de Rode Lijst van de IUCN.